# NGC 2374
NGC 2374 is een open sterrenhoop in het sterrenbeeld Grote Hond. Het hemelobject werd op 31 januari 1785 ontdekt door de Duits-Britse astronoom William Herschel.

## Synoniemen
- OCL 585